# 미국의 기독교 근본주의 운동
미국의 기독교 근본주의 운동은 19세기 말 무렵부터 미국 남부의 보수적인 그리스도인들이 시작한 기독교 근본주의 신학운동을 말한다.

## 사건의 발단
19세기와 20세기 초에 유럽에서 활발했던 자유주의 신학에 반발한 보수적인 그리스도인들은 1895년 나이아가라 휴양지에서 개최한 사경회(Niagara Bible Coference)에서 기독교의 근본적인 교리라고 불리는 교리를 정리하였다. 이들이 초교파적으로 정리하여 채택한 교리는 다음과 같다.
- 예수 그리스도는 완전한 하느님이다.
- 예수 그리스도는 동정녀 마리아의 몸에서 잉태되었다.
- 예수 그리스도는 십자가에서 세상의 죄를 대신해서 죽었다.
- 예수 그리스도는 육체적으로 부활하였다.
- 예수 그리스도는 세상에 다시 오실 것이다.
- 성서는 오류가 없다.

## 저서 출간
1909년부터 1912년까지는 '근본: 진리를 증언함'(The Fundamentals: A Testimony to the Truth)이라는 서명 아래, 총 12권의 저서가 출판되었다. 당시의 집필진들은 벤저민 워필드 (Benjamin. B. Warfield), 존 찰스 라일 (John C. Ryle, 잉글랜드 성공회 리버풀 교구의 주교임.), 모울 (H. C. G. Moule), 카일 (M. G. Kyle), 어드만(Charles Edman)과 같은 미국에서 저명한 보수주의 신학자들이었다. 앞에서 예시한 신학자중에서 존 찰스 라일 주교는 잉글랜드 성공회의 주교이다.

## 같이 보기
- 기독교 근본주의
- 기독교 우파